# إرنست واربورتون
إرنست واربورتون (بالإنجليزية: Ernest Warburton)‏ هو عالم موسيقى بريطاني، ولد في 10 يونيو 1937 في سالفورد ‏ في المملكة المتحدة، وتوفي في 7 أغسطس 2001 في لندن في المملكة المتحدة.

## وصلات خارجية
- إرنست واربورتون على موقع ميوزك برينز (الإنجليزية)